# Higginsia pumila
Higginsia pumila är en svampdjursart som först beskrevs av Keller 1889.  Higginsia pumila ingår i släktet Higginsia och familjen Heteroxyidae.
Artens utbredningsområde är Eritrea. Inga underarter finns listade i Catalogue of Life.